# Éric Le Roch
Pour les articles homonymes, voir Roch.
Éric Le Roch est un acteur, scénariste, réalisateur et parolier[réf. nécessaire] français, né le 5 septembre 1968.

## Biographie
Éric Le Roch est le fils de la productrice Joelle Ferlet décédée en décembre 2004[réf. nécessaire].

## Filmographie

### Réalisateur et scénariste
- 1992 : Les Revanchards
- 1992 : De la tête aux pieds
- 1992 : Le Fauteuil magique (court métrage) d'André Valardy
- 1995 : L'Histoire du petit homme bizarre (court métrage)
- 2001 : Le Soleil au-dessus des nuages
- 2007 : New Délire (coécrit avec Pascal Légitimus)
- 2007 : La Voix du papillon
- 2008 : Mariage chez les Bodin's
- 2010 : Amélie au pays des Bodin's
- 2012 : Les Hommes à lunettes
- 2014 : Peuple de Mylonesse, pleurons la Reine Naphus (court métrage)

### Acteur

#### Cinéma
- 1992 : Le Bal des casse-pieds d'Yves Robert : le punk
- 1999 : Prison à domicile de Christophe Jacrot : Barbarin
- 2005 : Les Aristos de Charlotte de Turckheim : Stanislas de Montcougnet
- 2006 : Incontrôlable de Raffy Shart : l'employé des pompes funèbres
- 2007 : New Délire de Éric Le Roch : le second présentateur (non crédité)
- 2012 : Comme un chef de Daniel Cohen : le cadre moyen
- 2017 : C'est beau la vie quand on y pense de Gérard Jugnot

#### Télévision
- 1989-1993 : La Classe (émission de télévision)
- 1992-1994 : Seconde B (série télévisée) : Sam
- 1993 : Le vilain petit canard (série télévisée) : Rémi, le surveillant
- 1996 : Karine et Ari (série télévisée), épisode 20 "Mise au vert" : Émile Rousseau
- 1996 : C'est cool (série télévisée) : Sam
- 1996 : Les Cordiers, juge et flic (série télévisée), saison 4, épisode 5 L'Œil du cyclope : un technicien
- 1997 : Un malade en or (téléfilm) de Sylvain Madigan
- 2005 : L'Homme qui voulait passer à la télé (téléfilm) de Amar Ahrab et Fabrice Michelin
- 2007 : René bousquet ou le grand arrangement (téléfilm) de Laurent Heynemann : René Bousquet
- 2008 : Palizzi (série télévisée), saison 2, épisode 55 Mémorables Mémoires
- 2009 : Joséphine, ange gardien (série télévisée), saison 12, épisode 50 Le Frère que je n'ai pas eu : Monsieur Garcia
- 2015 : Camping Paradis (série télévisée) - Saison 7, épisode 4 Une fiancée presque parfaite : Adrien Pinçon
- 2016 : Fais pas ci, fais pas ça (série télévisée), saison 8, épisode 4 La Chenille et le Papillon
- 2016 : La Loi d'Alexandre (série télévisée), épisode 2 Le Portrait de sa mère : Charles Verclas
- 2017 : Commissariat central (série télévisée)

#### Doublage
- 1997-1998 : Les Zinzins de l'espace : voix de Candy Caramella

## Théâtre
- 1989-1992 : Le Bal des mots dits (one-man-show)
- 1995 : Elle voit des nains partout au Café de la Gare
- 1995 : L'Envol des mammouths à l'Athlétic de Neuilly
- 1996 : Un grain de fantaisie au Café de la Gare
- 1997 : Bébé avec l'eau du bain au Mélo d’Amélie et au Théâtre du Balcon
- 2000 : Le bagout des poux au Café de la Gare
- 2002-2005 : La Touche étoile au Café de la Gare, à la Comédie Caumartin et au Lucernaire
- 2006 : Ma femme s'appelle Maurice au Café de la Gare : Jean-Bernard Trouaballe
- 2007 : Pervers Noël au Café de la Gare
- 2009 : La Mort, le Moi, le Nœud au Café de la Gare : Le Nœud
- 2010 : Attache-moi au radiateur
- 2012 : Ubu roi au Café de la Gare
- 2012 : Piège à Matignon au Théâtre du Gymnase Marie Bell : L'assistant parlementaire
- 2012-2014 : Cher trésor de Francis Veber au Théâtre des Nouveautés : Maurice Toulouse, l'inspecteur des impôts
- 2016 : Le Dîner de cons
- 2017 - 2018 : Régime présidentiel de Éric Le Roch et Jean-Pierre Pernaut, mise en scène Éric Le Roch, tournée
- 2019 : Faut que ça change de et mise en scène Eric Le Roch, tournée
- 2022 : Sans dessus de sous de Didier Caron, mise en scène Anthony Marty, tournée
- 2025 : Les Grands Ducs de Patrice Leconte et Serge Frydman, mise en scène Jean-Luc Moreau, théâtre de Passy et tournée